# حامد أبو أحمد
حامد حامد يوسف أبو أحمد (6 نوفمبر 1948 - 20 يوليو 2020) كاتب وأكاديمي مصري. وُلدَ في نواج، طنطا، مصر. حاز كتابه «في الواقعية السحرية» على أفضل جائزة أفضل كتاب عام 2002، كما حاز كتابه«الشعر العربي تحديث وتطبيق» على جائزة مؤسسة يماني الثقافية عام 2008

## رحلته الدراسية
حصل أبو أحمد على الشهادة الثانوية الأزهرية عام 1969 وكان الأول على القسم الأدبي مع زميله الأستاذ الدكتور عبد العظيم فتحي خليل (1949-2021) أستاذ اللغويات الذي حصل على المركز الثاني، والتحقا بكلية اللغة العربية بالقاهرة، الأول في في قسم اللغة الإسبانية بمعهد اللغات والترجمة التابع لكلية اللغة العربية فلم تكن كلية اللغات والترجمة قد أسست بعد، والثاني بقسم اللغويات، فحصل أبو أحمد على درجة الليسانس في الأدب الإسباني عام 1973، ثم الليسانس من قسم فقه اللغة بجامعة مدريد المركزية عام 1978. بعدها حصل على درجة الماجستير من القسم نفسه بجامعة مدريد، وكان عنوان الرسالة (مسرح أنطونيو بويرو باييخو ـ تحليل لمسرحية «المنور»)، ثم حصل على درجة الدكتوراة في الأدب الأسباني من جامعة مدريد في مارس 1983، وكان عنوان الرسالة (جوانب في شعر خوان رامون خمينيث).

## نشاطه الثقافي والأكاديمي
عمل أبو أحمد مدرسا بكلية اللغات والترجمة، جامعة الأزهر حتى صار أستاذًا في عام 1994. عمل أستاذا ورئيسا لقسم اللغة الأسبانية بكلية اللغات والترجمة ـ جامعة الأزهر، ثم تقلد منصب عمادة الكلية نفسها. وهو عضو مجلس إدارة اتحاد كتاب مصر، وعضو لجنة الترجمة بالمجلس الأعلى للثقافة. وكان آخر ما ترجمه ديوان شعري للشاعر الإسباني ديونيسيو كانياس بعنوان «مكان».
ويعد أبو أحمد من أوائل من ترجموا الأدب والنقد من الإسبانية مباشرة إلى العربية، وأول من ترجم كاميلو خوسيه ثيلا وماريو بارجاس يوسا وغيرهم، فضلًا عن مؤلفاته النقدية.

## المؤلفات
- لحامد أبو أحمد عدة مؤلفات في النقد والترجمة والسرد، وأجريت معه العديد من المقابلات[8][9]، ومن مؤلفاته وترجماته:

### في النقد
- رائد الشعر الأسباني الحديث خوان رامون خمينيث، دار الفكر العربي، القاهرة، 1986.
- دراسات نقدية في الأدبين العربي والأسباني، دار الفكر العربي، القاهرة، 1987[10]
- عبد الوهاب البياتي في إسبانيا، المؤسسة العربية للدراسة والنشر، بيروت، 1991[11]
- قراءات في ادب أسبانيا وأمريكا اللاتينية، الهيئة المصرية للكتاب، القاهرة، 1993.
- نقد الحداثة، كتاب الرياض، الرياض، 1994.
- الخطاب والقاريء، كتاب الرياض، الرياض، 1996.
- مسيرة الرواية في مصر، ج1، هيئة قصور الثقافة، القاهرة، 1999
- مسيرة الرواية في مصر، ج1، هيئة قصور الثقافة، القاهرة، 2001.[12]
- عبد الوهاب البياتي ـ القيثارة والذاكرة، المجلس الأعلى للثقافة، القاهرة - 2000[13][14]
- دراسات في الأدب المقارن
- الواقعية النقدية أدب نجيب محفوظ - 2003
- تحديث الشعر العربي - 2004[15]
- غرناطة في ذاكرة النص - 2007[16]
- قراءات في القصة القصيرة - 2007[17]
- الواقعية السحرية في الرواية العربية - 2009[18]
- نجيب محفوظ والرواية العالمية - 2009[19]
- رؤى ومواقف - 2011[20]
- الكتابات السياسية قبل ثورة 25 يناير - 2012[21]

### في السرد
- وجه العالم - 1988 (مشترك - قصص)[22]
- حلم أطفال قصص قصيرة - 1991 (مشترك - قصص)[23]
- الشهاب - سيرة روائية
- فقراء المثل الأعلى - 2013 - رواية[24]
- صفوان الأكاديمي - رواية - 2016[25]

### في الترجمة
- عائلة باسكوال دوارتى لـ كاميلو خوسية ثيلا - رواية - 2010
- من قتل موليرو" للكاتب البيرواني ماريو بارجاس يوسا،
- نظرية اللغة الأدبية - للناقد الإسباني خوسية ماريا أبوثويلو ايفانكوس
- أثر الإسلام في الأدب الاسباني من خوان رويث إلى خوان جويتيصولو للمستعربة لوثي لوباث - بارالت
- «زمن الغيوم» للشاعر والمفكر المكسيكي أوكتابيو باث